# Omphra atrata
Omphra atrata – gatunek chrząszcza z rodziny biegaczowatych i podrodziny Anthiinae.

## Taksonomia
Gatunek ten opisany został w 1834 roku przez Johanna C. F. Kluga jako Helluo atrata.

## Opis
Ciało długości od 14 do 15 mm, z wierzchu czarne, od spodu brązowawoczerwone. Odnóża czarne z brązowawoczerwonymi krętarzami i biodrami. Szczecinki na całym ciele czarne lub rudobrązowe. Nasada bródki z czterema szczecinkami. Obie pary głaszczków o czwartym członie rozszerzonym. Ostatni człon czułków podłużono-owalny. Przedplecze nieco wypukłe. Tarczka niepunktowana. Pokrywy owalne, najszersze za środkiem, o barkach wystających, a wierzchołku ściętym i nieobrzeżonym. Międzyrzędy pokryw słabo wypukłe. Narządy rozrodcze samców z wąską blaszką apikalną o spiczastym wierzchołku.
Gatunek podobny do O. drumonti.

## Rozprzestrzenienie
Gatunek orientalny, endemiczny dla Indii. Znany ze stanów Goa i Bengal Zachodni.